# Stemhebbende labiodentale fricatief
De stemhebbende labiodentale fricatief is een medeklinker die in het Internationaal Fonetisch Alfabet en  X-SAMPA aangeduid wordt met [v].
De klank komt in Europese talen veel voor, maar daarbuiten een stuk minder. Veel sprekers van Aziatische talen spreken de [v] vaak uit als [b].
Een voorbeeld van een Nederlands woord waarin deze klank voorkomt, is vader.

## Kenmerken
- De manier van articulatie is fricatief, wat wil zeggen dat de klank geproduceerd wordt door hinder die de luchtstroom ondervindt op de plaats van articulatie, waardoor turbulentie ontstaat.
- Het articulatiepunt is labiodentaal, wat wil zeggen dat de klank uitgesproken door de onderste lippen contact te laten maken met de boventanden.
- Het type articulatie is stemhebbend, wat wil zeggen dat de stembanden meetrillen bij het articuleren van de klank.
- Het is een orale medeklinker, wat wil zeggen dat de lucht door de mond naar buiten stroomt.
- Het is een centrale medeklinker, wat wil zeggen dat de lucht over het midden van de tong stroomt, in plaats van langs de zijkanten.
- Het luchtstroommechanisme is pulmonisch-egressief, wat wil zeggen dat lucht uit de longen gestuwd wordt, in plaats van uit de glottis of de mond.

Deze pagina bevat fonetische informatie in het IPA, die in sommige browsers mogelijk niet correct wordt weergegeven.
Waar symbolen in paren voorkomen, vertegenwoordigt het rechter teken een stemhebbende medeklinker. Gearceerde gebieden bevatten medeklinkers die worden beschouwd als onuitspreekbaar.
Zie ook: IPA, Klinkers